# Dieudonné Djonabaye
Dieudonné Djonabaye est un journaliste et haut fonctionnaire tchadien. Il est président de la Haute Autorité des médias et de l'audiovisuel depuis le 14 septembre 2018.

## Biographie
Dieudonné Djonabaye est diplômé du Centre d'études des sciences et techniques de l'information (CESTI) de l'université Cheikh-Anta-Diop de Dakar (Sénégal).
Directeur de la rédaction et rédacteur en chef de N'Djaména Hebdo, tout premier hebdomadaire privé de l'ère démocratique tchadienne, il travaille comme correspondant au Tchad pour Radio France internationale et d'autres médias internationaux. Il préside également l'Union des journalistes tchadiens. Outre sa carrière de journaliste, Dieudonné Djonabaye a également occupé plusieurs postes dans la haute fonction publique tchadienne : il est successivement conseiller à la communication et aux droits de l'homme du Premier ministre, directeur général adjoint puis directeur général de la communication de la présidence de la République, directeur du cabinet du ministre de l'Éducation nationale puis secrétaire général du ministère de la Communication.
En février 2017, il est nommé membre puis élu président du Haut Conseil de la communication, organe de régulation des médias au Tchad, succédant à Mokhtar Wawa Dahab,. Le 14 septembre 2018, il est nommé président de la Haute Autorité des médias et de l'audiovisuel, créée pour remplacer le Haut Conseil de la communication.

## Décorations
- Commandeur de l'ordre national du Tchad[1]